# 日本大昭和板紙
日本大昭和板紙株式会社（にっぽんだいしょうわいたがみ、英文社名 NIPPON DAISHOWA PAPERBOARD Co,. Ltd.）は、かつて存在した日本製紙グループの板紙メーカーである。
日本製紙グループの再編に伴い、2012年10月1日付で日本製紙に吸収合併され、同社の板紙事業部となった。

## 事業内容
主要製品は板紙と洋紙の2種類である。
板紙部門では、段ボールの原紙（ライナー・中芯）や建材（石膏ボード）用の紙、紙管の原紙、耐水性を持つ特殊原紙、白板紙（高級白板紙・特殊白板紙・コート白ボール）などを生産している。洋紙部門では、上質紙、中質紙、微塗工紙のような印刷用紙やコピー用紙、画用紙、包装用紙（白ロール紙）を生産している。

## 事業所所在地
- 本社 - 東京都千代田区一ツ橋一丁目2番2号
- 大阪支店 - 大阪府大阪市中央区東心斎橋一丁目2番17号
- 秋田工場 - 秋田県秋田市向浜2-1-1
1970年（昭和45年）操業開始。段ボール原紙、塗工紙、パルプなどを製造する。
- 足利工場 - 栃木県足利市宮北町12-7
1959年（昭和34年）操業開始。段ボール原紙、紙管原紙などを製造する。
- 草加工場 - 埼玉県草加市松江4-3-39
1964年（昭和39年）操業開始。段ボール原紙、紙器用板紙、紙管原紙、建材原紙などを製造する。
- 吉永工場 - 静岡県富士市比奈798番地
1927年（昭和2年）操業開始。グループ最大の工場で、段ボール原紙、白板紙、印刷用紙などを製造する。
- 大竹工場 - 広島県大竹市東栄2-1-18
1959年（昭和24年）操業開始。段ボール原紙、白板紙、クラフト紙、上質紙、塗工紙、パルプなどを製造する。

### 閉鎖された事業所

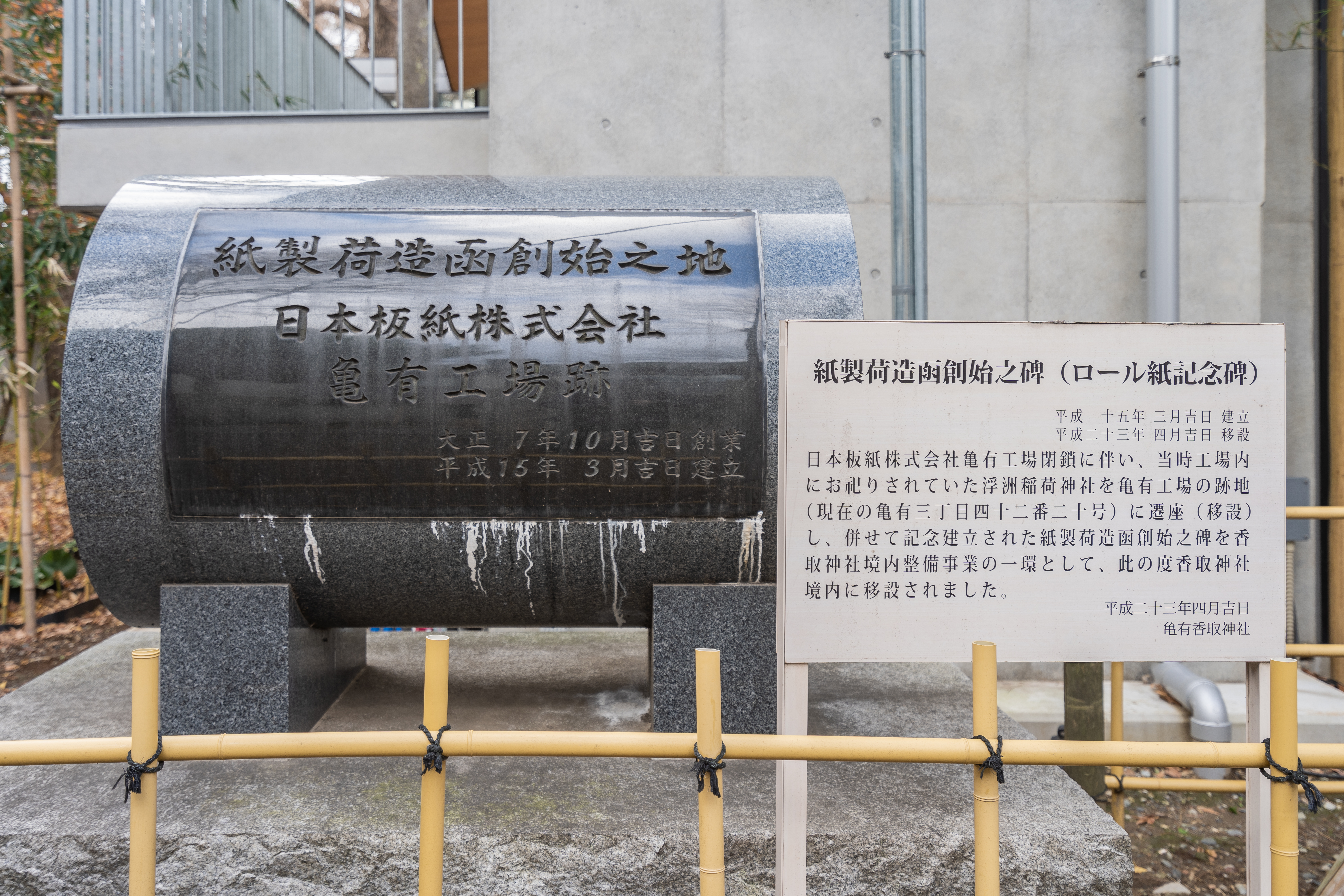
亀有香取神社にある紙製荷造函創始之碑

- 亀有工場 - 東京都葛飾区亀有3-49-3
1918年（大正7年）操業開始。段ボール原紙などを製造。日本板紙時代の2003年3月に閉鎖。跡地はショッピングセンター「アリオ亀有」。
- 和木事業所 - 山口県玖珂郡和木町瀬田2-3-1
大竹工場の下部組織。書籍用紙、微塗工紙、包装用紙などを製造。2008年9月末に閉鎖。

## 沿革

### 日本紙業
- 1913年（大正2年）8月28日 - 日本紙器製造株式会社設立。
- 1918年（大正7年）10月 - 亀有工場操業開始。
- 1925年（大正14年）11月 - 土佐紙と合併、日本紙業株式会社に社名変更。
- 1949年（昭和24年）5月16日 - 東京証券取引所に株式上場。
- 1959年（昭和34年） - 大竹工場操業開始。
- 1973年（昭和48年） - 大竹工場と芸防工場（現・和木事業所）の組織を統合、芸防工場発足。

土佐紙
- 1880年（明治13年） - 土佐紙株式会社設立。
- 1906年（明治39年）6月 - 芸防抄紙株式会社設立。
- 1914年（大正3年）7月 - 土佐紙が芸防抄紙を合併。
- 1925年（大正14年）11月 - 日本紙器製造と合併。

足利製紙
- 1959年（昭和34年） - 足利製紙株式会社設立。
- 1981年（昭和56年） - 日本紙業に合併。

### 十條板紙
- 1964年（昭和39年）2月1日 - 十條製紙（現・日本製紙）が十條板紙株式会社を設立。草加工場操業開始。
- 1970年（昭和45年）3月16日 - 東北製紙株式会社設立。
- 1983年（昭和58年）4月1日 - 千住製紙を合併。
- 1984年（昭和59年） - 南千住工場閉鎖。
- 1989年（平成元年） - 東北製紙を子会社化。

千住製紙
- 1886年（明治19年）10月 - 東京板紙有限会社設立。
- 1888年（明治21年）6月 - 工場操業開始。
- 1920年（大正9年）2月 - 富士製紙に合併。
- 1933年（昭和8年）5月 - 富士製紙が初代王子製紙と合併、同社千住工場が発足。
- 1943年（昭和18年）9月 - 千住工場休止、海軍に提供。
- 1947年（昭和22年）6月 - 千住製紙工業株式会社設立、旧千住工場を継承。
- 1949年（昭和24年）6月 - 千住製紙株式会社に社名変更。
- 1983年（昭和58年）4月1日 - 十條板紙に合併。

### 日本紙業・十條板紙合併後
- 1997年（平成9年）10月1日 - 日本紙業と十條板紙が合併（十條板紙が解散）、日本板紙株式会社に社名変更。
- 2000年（平成12年）12月31日 - 大阪工場操業停止。
- 2001年（平成13年）
  - 4月2日 - 東北製紙および大昭和製紙と共同で、日本板紙共販株式会社を設立。
  - 7月2日 - 板紙営業部門を日本板紙共販に譲渡。
- 2002年（平成14年）
  - 9月25日 - 上場廃止。
  - 10月1日 - 日本ユニパックホールディング（後の日本製紙グループ本社）の完全子会社となる。
- 2003年（平成15年）
  - 3月 - 亀有工場閉鎖。
  - 4月1日 - 日本製紙グループの事業再編により大昭和製紙の板紙部門（吉永事業所）及び日本板紙共販を統合、日本大昭和板紙株式会社に社名変更。工場を3つの生産子会社に分社化。東北製紙を日本製紙から譲り受けて完全子会社化、日本大昭和板紙東北株式会社に社名変更して生産子会社に加える。
- 2008年（平成20年）
  - 4月1日 - 生産子会社4社を吸収合併。日本製紙パピリア大竹工場を継承、芸防工場と統合して新・大竹工場とする。高知工場を日本製紙パピリアに譲渡。
  - 9月30日 - 和木事業所閉鎖。
- 2012年（平成24年）10月1日 - 日本製紙に吸収合併、同社の板紙事業部となる。

### 旧・生産子会社
日本大昭和板紙東北
- 1970年（昭和45年）3月16日 - 東北製紙株式会社設立。
- 1992年（平成4年）3月4日 - 十條製紙の完全子会社となる。
- 2003年（平成15年）4月1日 - 日本大昭和板紙の完全子会社となり、日本大昭和板紙東北株式会社に社名変更。
- 2008年（平成20年）4月1日 - 親会社の日本大昭和板紙に合併。

日本大昭和板紙関東
- 2003年（平成15年）4月1日 - 日本板紙の草加工場・足利工場を継承し会社発足。本社は草加工場内。
- 2008年（平成20年）4月1日 - 親会社の日本大昭和板紙に合併。

日本大昭和板紙吉永
- 2003年（平成15年）4月1日 - 大昭和製紙の本社工場吉永事業所を継承し会社発足。本社は吉永工場内。
- 2008年（平成20年）4月1日 - 親会社の日本大昭和板紙に合併。

日本大昭和板紙西日本
- 2003年（平成15年）4月1日 - 日本板紙の芸防工場・高知工場・和木事業所を継承し会社発足。本社は芸防工場内。
- 2008年（平成20年）4月1日 - 親会社の日本大昭和板紙に合併。

## 関係会社
- 日本トーカンパッケージ株式会社
- アサヒ紙工株式会社
- 太田紙販売株式会社
- 土佐紙業株式会社
- 株式会社ピーコム
- 東北製紙サービス株式会社
- 有限会社エコ・リサイクルペーパー
- 日板産商株式会社
- 日本板紙加工株式会社
- 株式会社NDB関東工営
- 株式会社ユーコム
- 日板芸防産業株式会社
- 大竹加工株式会社